# تاغوت
تاغوت (به ارمنی: Թաղուտ) یک منطقهٔ مسکونی در جمهوری آرتساخ است که در استان هادروت واقع شده‌است.